# Dawu (Xiaogan)
Der Kreis Dawu (大悟县; Pinyin: Dàwù Xiàn) ist ein Kreis in der chinesischen Provinz Hubei. Er gehört zum Verwaltungsgebiet der bezirksfreien Stadt Xiaogan. Dawu hat eine Fläche von 1.979 km² und 624.800 Einwohner (Stand: Ende 2019).